# Llista de parcs nacionals de França

Parcs nacionals francesos (en morat) i parcs regionals (en verd).

Els parcs nacionals de França són un sistema de deu parcs nacionals per tota la França metropolitana i els seus departaments a l'estranger, coordinats per l'agència de govern Parcs Nationaux de France. Els parcs nacionals francesos protegeixen una àrea total de 3.710 quilòmetres quadrats a la zona central i 9.162 quilòmetres quadrats a les zones d'amortiment a la França metropolitana. Això posa per damunt del 2% de l'àrea total de França metropolitana sota algun nivell de protecció. Els parcs nacionals francesos tenen més de set milions de visitants cada any.
| Nom                                  | Foto | Departament                                          | Àrea                    | Data creació     |
| ------------------------------------ | ---- | ---------------------------------------------------- | ----------------------- | ---------------- |
| Parc Nacional de la Vanoise          |      | Departament de Savoia                                | 1.250 km² (483sqmi)     | 6 juliol 1963    |
| Parc Nacional de Portuari-Cros       |      | Departament de Var                                   | 7 km² (3sqmi)           | 14 desembre 1963 |
| Parc Nacional dels Pirineus          |      | Alts Pirineus I Pirineus Atlàntics                   | 457 km² (176sqmi)       | 23 març 1967     |
| Parc Nacional de les Cevenes         |      | Principalment Losera i Gard, també Ardecha i Avairon | 913 km² (353sqmi)       | 2 setembre 1970  |
| Parc Nacional dels Écrins            |      | Isèra i Alts Alps                                    | 918 km² (354sqmi)       | 27 març 1973     |
| Parc Nacional de Mercantour          |      | Alps Marítims i Alps de l'Alta Provença              | 685 km² (264sqmi)       | 18 agost 1979    |
| Parc Amazònic de la Guaiana francesa |      | Guaiana Francesa (Departament a l'estranger)         | 33.900 km² (13.089sqmi) | 2007             |
| Parc Nacional de la Réunió           |      | Illa de la Reunió (Departament a l'estranger)        | 1.054 km² (407sqmi)     | 2007             |
| Parc Nacional de la Guadalupe        |      | Guadalupe (Departament a l'estranger)                | 173 km² (67sqmi)        | 20 febrer 1989   |
| Parc Nacional de Calanques           |      | Boques del Roine                                     | 520 km² (201sqmi)       | 18 abril 2012    |